# ديسيبينا خاتون
ثيودورا ميغال كومنينا (باليونانية: Θεοδώρα Μεγάλη Κομνηνή)‏، والمعروفة أيضاً باسم ديسيبينا خاتون (بالفارسية: دسپینا خاتون)، كانت ابنة الإمبراطور يوحنا الرابع ميغاس كومنينوس. تزوجت ثيودورا الأمير أوزون حسن عام 1458م.
من هذه الزيجة، ولدت الأميرة مارثا (حليمة) والتي أصبحت بدورها والدة الشاه الصفوي الأول إسماعيل الصفوي.
وافق يوحنا الرابع على الزواج فقط إذا سُمِح لابنته بمواصلة دينها المسيحي الأرثوذكسي، وهو شرط وافق عليه أوزون حسن. اشتهرت ديسبينا بجمالها الشديد بين النساء اليونانيات. ورافقها مجموعة من الكهنة المسيحيين الأرثوذكس وسُمح لها ببناء كنائس أرثوذكسية في إيران. عزز أوزون حسن تحالفه المناهض للعثمانيين من خلال هذا الزواج وحصل على دعم العديد من اليونانيين والأرمن والجورجيين.
الزواج بين الحكام المسيحيين والمسلمين، رغم أنه نادر الحدوث، لم يكن غير مسبوق. يقدم البيزنطي (Speros Vryonis) عدة أمثلة من سلطنة السلاجقة الأتراك، بدءًا من قلج أرسلان الثاني  مثال لاحق هو تزويج مايكل الثامن باليولوجوس ابنتيه غير الشرعيتين يوفروسين وماريا إلى نوجاي خان وأباقا خان على التوالي. قام أباطرة طرابزون السابقون بتزويج قريباتهم الإناث، وأبرزهم أليكسيوس الثالث، حيث تزوجت اثنتان من شقيقاته واثنتان من بناته من حكام دول إسلامية مجاورة.

## حياة سابقة
اتفقت المصادر على أن ثيودورا تكون ابنة يوحنا الرابع إمبراطور طرابزون، ولكن هناك بعض الغموض حول من كانت والدتها: لا يوجد مصدر رئيسي يذكر والدتها، وكان لدى يوحنا الرابع زوجتان، الأولى باغراتيني ابنة الملك الإسكندر الأول،  والثانية كانت ابنة سلطان تركي تزوجها يوحنا في وقت ما قبل نوفمبر 1437م.
أول إشارة إلى ثيودورا تعود إلى فبراير 1451م، عندما جاء الدبلوماسي البيزنطي جورج سفرانتز إلى طرابزون بحثًا عن عروس لإمبراطوره قسطنطين الحادي عشر باليولوجوس ولا نعرف كم كان عمرها في ذلك الوقت، لذلك يمكن أن تكون أي من المرأتين والدتها.
في عام 1458م تزوجت ثيودورا من أوزون حسن خان من إمارة آق قويونلو التركمانية.

## الزواج السياسي
خلال وقت الزواج، واجهت إمبراطورية والدها يوحنا الرابع تهديدًا خطيرًا. سقطت القسطنطينية بيد السلطان العثماني محمد الثاني عام 1453م. في عام 1456م، أمر السلطان محمد الثاني أحد قادة دولته بالتوجه للسيطرة على طرابزون. فشل ذلك الهجوم، لكن يوحنا أُجبر على التنازل للسلطان محمد من خلال تقديم الجزية وغيرها لمنع المزيد من الهجمات. ضم محمد الثاني تدريجياً آخر ممتلكات الدولة البيزنطية في موريا، واستكمل المهمة بغزو ميسترا في 29 مايو 1460م. لذلك بدا ليوحنا الرابع أن التحالف مع إمارة آق قويونلو القوية، الذين كانوا المنافسين الأقوى للعثمانيين، كان مهم جداً.
كان لأباطرة طرابزون وأمراء آق قويونلو تاريخ طويل من التعاون، فقد أبرما زواجًا سياسيًا في الماضي أكثر من مرة: تزوجت عمة ثيودورا الكبيرة من جد أوزون حسن قره عثمان، أمير آق قويونلو.
اشتهرت ثيودورا بجمالها. كتب مسافر غير معروف من البندقية، «كان الرأي السائد أنه لم تكن هناك امرأة ذات جمال أكبر في ذلك الوقت؛ وفي جميع أنحاء بلاد فارس انتشرت شهرة جمالها وسحرها الفائق.»  وافق أوزون حسن سريعاً على أن يكون حامي طرابزون، وكذلك قام بتقديم تنازلات أخرى، مقابل يد ثيودورا فقط.
انتشرت أخبار ثيودورا كأميرة طرابزون التي تزوجت من الأمير المسلم القوي حسن أوزون إلى الغرب سريعاً.
لكن هذا التحالف فشل في مساعدة شقيقه داود لاحقاً، حيث سار محمد الثاني العثماني، إلى مدينة طرابزون الإمبراطورية عام 1461م. دعم أوزون حسن في البداية حكومة شقيق يوحنا الرابع وخليفته (داود الأول كومنينوس)، ولكن أقنعه العثمانيون في النهاية بطريقة ما بالتخلي عن طرابزون. بعد تأمين الحدود الشرقية، هاجم محمد الثاني طرابزون، التي استسلمت في 15 أغسطس 1461م منهية آخر بقايا بيزنطية في التاريخ.

## المراحل المتأخرة من العمر
بعد سقوط طرابزون، تم وضع الإمبراطور داود (عم ثيودورا) في الإقامة الجبرية. في عام 1463م، تم اكتشاف داود وهو يحاول إرسال رسالة سرية إلى ثيودورا، والتي أعطت محمد الثاني العذر اللازم للتخلص من داود إلى الأبد. اعتبر محمد هذه الرسالة مؤامرة لاستعادة أرض طرابزون بمساعدة إمارة آق قويونلو فقام بإعدام داود وأبنائه وابن أخيه جميعاً في 1 نوفمبر 1463م.
على الرغم من وفاة عمها، استمرت ثيودورا في التأثير على زوجها في الشؤون الخارجية. وفقًا لأنتوني براير، كانت ثيودورا القوة الدافعة وراء المفاتحات الدبلوماسية تجاه البندقية في 1465-1466م، 
عندما جاء الدبلوماسي الفينيسي (كاترينو زينو) إلى بلاط أوزون حسن عام 1473م، كان ثيودورا من أوائل الأشخاص الذين التقى بهم. أشار فرانز بابينجر بأن ثيودورا كانت حاضرة في معركة أرزينجان، حيث حثت زوجها على متابعة جيش محمد الثاني المهزوم من أجل تدميره تمامًا.
بعد وفاة أوزون حسن عام 1478م، لم يُعرف عنها الكثير. دُفنت في كنيسة مار جرجس في ديار بكر حيث عرض قبرها على زائر إيطالي عام 1507م. ومع ذلك، تضرر الهيكل في عام 1883م ولم يعد بالإمكان رؤيته. 

## عائلة
كان لثيودورا وزوجها الأمير أوزون حسن أربع أبناء، وهم:
- يعقوب، وهو ليس ابن اوزون حسن الذي خلفه في منصبه كحاكم لدولة آق قويونلو؛ يعتقد برير أنه قُتل على يد زوجة أخرى لأوزون حسن بعد وفاته بفترة وجيزة عام 1478م.

- مارثا (وتسمى أيضًا حليمة)، تزوجت من الشيخ حيدر عام 1471/1472م. أصبحت مارثا والدة أول ملك صفوي الشاه إسماعيل الأول، الذي أسس الدولة الصفوية وانحدر ملوكها جميعاً من نسله.
- ابنتان أخريان. التقى هؤلاء كاترينو زينو في دمشق، حيث تحدثوا معاً باللغة اليونانية البونتيكية.

## فهرس
- Bierbrier، M.L. (1997). "The Descendants of Theodora Comnena of Trebizond". Picton Press. ج. 11 ع. 2.